# 帕科奧爾科山 (玻利維亞)
21°48′0″S 66°39′33″W / 21.80000°S 66.65917°W
帕科奧爾科山（P'aqu Urqu），是玻利維亞的山峰，位於該國西南部波托西省的南利佩斯省，西北面是尤拉赫奧爾科山和亞納奧爾科山，東南面是瓦赫拉約赫山，屬於安第斯山脈的一部分，海拔高度5,182米。